# Fortnite World Cup
La Fortnite World Cup est une compétition d'esport sur le jeu vidéo Fortnite dont la finale eu lieu du 26 au 28 juillet 2019 pour l'inauguration de l'événement au stade Arthur-Ashe du quartier de Flushing, New York, avec un montant total de gains s'élevant à 30 millions de dollars.
La première coupe du monde Fortnite avait été annoncée en février 2019,. Alors qu'Epic prévoyait d'organiser l'événement en 2020, la pandémie de Covid-19 conduit l'éditeur à l'annuler, ainsi que l'édition 2021, mais maintient les championnats saisonniers connus sous le nom de Fortnite Champion Series (FNCS),.

## Aperçu
La coupe utilise deux des modes de jeu. L'événement principal de la coupe du monde ainsi que le pro-am (en) utilisent Fortnite Battle Royale. Une fois sur l'ile, les joueurs doivent récupérer des armes, des boucliers et des objets de guérison, ainsi qu'utiliser leur pioche pour collecter des ressources en bois, en pierre et en métal. Tout cela doit être fait en évitant les attaques des autres joueurs, tout en restant dans un cercle qui rétrécit sur la carte ou en risquant de subir des dégâts en dehors du cercle. Les joueurs peuvent utiliser les ressources pour construire des murs, des sols et des rampes à utiliser comme couverture contre les attaques. Le dernier joueur ou équipe en vie gagne. Dans Fortnite Creative, les joueurs peuvent créer des parcours uniques, qui peuvent être utilisés pour créer des événements compétitifs et être partagés avec d'autres joueurs.
Les qualifications en ligne se déroulent sur 10 semaines d'avril à juin 2019. Les semaines alternent entre parties solos et duos. Le samedi de chaque semaine, n'importe quel joueur ou duo ayant atteint la Ligue Champion du mode Arène pouvait rivaliser avec d'autres, groupés par région géographique, en jouant jusqu'à dix matchs pour gagner des points. Les 3 000 meilleurs joueurs ou équipes de chaque région ont ensuite participé à l'événement du dimanche, jouant à nouveau jusqu'à dix matchs pour gagner des points. Les meilleurs marqueurs de points dans chaque région à partir de l'événement du dimanche se qualifient ensuite pour la Coupe du monde. Environ 40 millions de joueurs se sont disputé des places dans la Coupe du monde en solo et en duos. Dans les finales de la Coupe du monde, les concurrents ont disputé un total de six matchs. Tous les joueurs en solo ont reçu un minimum de 50 000 dollars pour atteindre la finale, le premier prix étant de 3 millions. De même, chaque équipe duo lors de la finale a reçu un minimum de 100 000 dollars, la meilleure équipe remportant 3 millions.
La Fortnite Creative Cup avait un processus en ligne similaire pour sélectionner les joueurs pour la finale, se déroulant sur cinq périodes de deux semaines d'avril à juin 2019. Chaque semaine, un nouveau défi créatif est disponible. Les joueurs, une fois qu'ils ont terminé avec leur île créative, doivent soumettre une vidéo de ce défi à Epic au cours de cette période. Pour chaque période, Epic sélectionne trois des meilleures. Chaque équipe sélectionnée gagne un prix de 5 000 $ et une place garantie dans la finale de la Creative Cup. Parmi les quinze entrées gagnantes, cinq ont été sélectionnées par Epic pour être utilisées dans les finales de la Creative Cup. Les finales ont vu s'affronter huit équipes de quatre, les gagnants se partageant 3 millions de dollars.
Les équipes du Fortnite pro-am (en) sont sélectionnées par Epic Games, chaque équipe étant composée d'un streamer Fortnite et d'une célébrité. Les équipes ont chacune joué cinq matchs, avec un système de notation pour les équipes gagnantes. Chaque équipe a reçu un minimum de 20 000 dollars et l'équipe gagnante a reçu 1 million.

## Coupe du monde 2019

### Format
La coupe du monde est divisée en deux événements, l'un pour les joueurs en solo et l'autre pour les duos.
Les formats solos et duos se composent de six matchs.

### Solo
Les finales du tournoi solo de 2019 ont lieu le 28 juillet 2019. L'événement est remporté par l'américain Kyle Giersdorf, 16 ans, connu sous le nom de Bugha, qui gagne le prix de 3 millions de dollars.
Le système de notation fournit des points pour les éliminations comme pour le placement. Les concurrents reçoivent un point pour chaque élimination et des points de placement. Pour les matchs solos, les points de placement sont les suivants :
- élimination : 1 point
- de la 16e à la 25e place : 3 points
- de la 15e à la 6e : 5 points
- de la 5e à la 2e : 7 points
- Victoire Royale : 10 points

| Place | Joueur      | Points | Gain          |
| ----- | ----------- | ------ | ------------- |
| 1er   | Bugha       | 59     | 3 000 000 USD |
| 2e    | psalm       | 33     | 1 800 000 $   |
| 3e    | EpikWhale   | 32     | 1 200 000 USD |
| 4e    | Kreo        | 30     | 1 050 000 USD |
| 5e    | King        | 30     | 900 000 $     |
| 6e    | Crue        | 27     | 600 000 $     |
| 7e    | Skite       | 26     | 525 000 $     |
| 8e    | Nayte       | 26     | 375 000 $     |
| 9e    | Riversan    | 24     | 300 000 $     |
| 10e   | Fatch       | 24     | 225 000 $     |
| 11e   | Rhux        | 23     | 150 000 $     |
| 12e   | Tchub       | 23     | 150 000 $     |
| 13e   | Mongraal    | 23     | 150 000 $     |
| 14e   | stompy      | 22     | 150 000 $     |
| 15e   | Dubs        | 21     | 150 000 $     |
| 16e   | Pika        | 21     | 112500 $      |
| 17e   | BELAEU      | 21     | 112500 $      |
| 18e   | Clix        | 20     | 112500 $      |
| 19e   | Peterpan    | 20     | 112500 $      |
| 20e   | Commandment | 20     | 112500 $      |
| 21e   | Domentos    | 20     | 50 000 $      |
| 22e   | Skailereu   | 19     | 50 000 $      |
| 23e   | Bizzle      | 19     | 50 000 $      |
| 24e   | Endretta    | 19     | 50 000 $      |
| 25e   | benjyfishy  | 19     | 50 000 $      |

| Place | Joueur      | Points | Gain     |
| ----- | ----------- | ------ | -------- |
| 26e   | Kinstaar    | 18     | 50 000 $ |
| 27e   | Kurtz       | 18     | 50 000 $ |
| 28e   | Klass       | 17     | 50 000 $ |
| 29e   | MrSavage    | 17     | 50 000 $ |
| 30e   | K1nzell     | 17     | 50 000 $ |
| 31e   | fwexy       | 16     | 50 000 $ |
| 32e   | Letshe      | 16     | 50 000 $ |
| 33e   | TAKAMURAMM  | 16     | 50 000 $ |
| 34e   | Pzuhs       | 16     | 50 000 $ |
| 35e   | RogueShark  | 16     | 50 000 $ |
| 36e   | Zayt        | 16     | 50 000 $ |
| 37e   | Issa        | 16     | 50 000 $ |
| 38e   | Vivid       | 16     | 50 000 $ |
| 39e   | storm       | 15     | 50 000 $ |
| 40e   | DiegoGB     | 14     | 50 000 $ |
| 41e   | LeftEye     | 14     | 50 000 $ |
| 42e   | kolorful    | 14     | 50 000 $ |
| 43e   | teeq        | 14     | 50 000 $ |
| 44e   | smeef       | 14     | 50 000 $ |
| 45e   | DRG         | 14     | 50 000 $ |
| 46e   | Prisi0n3r0  | 13     | 50 000 $ |
| 47e   | Klusia      | 13     | 50 000 $ |
| 48e   | wakie       | 13     | 50 000 $ |
| 49e   | CoreGamingg | 13     | 50 000 $ |
| 50e   | Chenkinz    | 13     | 50 000 $ |

| Place | Joueur       | Points | Gain     |
| ----- | ------------ | ------ | -------- |
| 51e   | Nicks        | 12     | 50 000 $ |
| 52e   | JarkoS       | 12     | 50 000 $ |
| 53e   | Arkhram1x    | 12     | 50 000 $ |
| 54e   | Evilmare     | 12     | 50 000 $ |
| 55e   | Hood.J       | 12     | 50 000 $ |
| 56e   | clarityG     | 12     | 50 000 $ |
| 57e   | leleo        | 12     | 50 000 $ |
| 58e   | lolb0om      | 12     | 50 000 $ |
| 59e   | letw1k3      | 11     | 50 000 $ |
| 60e   | Ceice        | 11     | 50 000 $ |
| 61e   | Aspect       | 11     | 50 000 $ |
| 62e   | Megga        | 11     | 50 000 $ |
| 63e   | Fledermoys   | 11     | 50 000 $ |
| 64e   | Bucke        | 11     | 50 000 $ |
| 65e   | Banny        | 10     | 50 000 $ |
| 66e   | Emqu         | 10     | 50 000 $ |
| 67e   | Tfue         | 7      | 50 000 $ |
| 68e   | sozmann      | 6      | 50 000 $ |
| 69e   | UnknownxArmy | 6      | 50 000 $ |
| 70e   | Kawzmik      | 6      | 50 000 $ |
| 71e   | Lasers       | 6      | 50 000 $ |
| 72e   | Erouce       | 5      | 50 000 $ |
| 73e   | FaxFox       | 5      | 50 000 $ |
| 74e   | snow         | 5      | 50 000 $ |
| 75e   | drakoNz      | 5      | 50 000 $ |

| Place | Joueur    | Points | Gain     |
| ----- | --------- | ------ | -------- |
| 76e   | Touzii    | 4      | 50 000 $ |
| 77e   | Luneze    | 4      | 50 000 $ |
| 78e   | slaya     | 4      | 50 000 $ |
| 79e   | Blax      | 4      | 50 000 $ |
| 80e   | LYGHT     | 4      | 50 000 $ |
| 81e   | BlastR    | 3      | 50 000 $ |
| 82e   | luki      | 3      | 50 000 $ |
| 83e   | Link      | 3      | 50 000 $ |
| 84e   | marteen   | 3      | 50 000 $ |
| 85e   | karhu     | 2      | 50 000 $ |
| 86e   | Robabz    | 2      | 50 000 $ |
| 87e   | Astonish  | 2      | 50 000 $ |
| 88e   | Snayzy    | 2      | 50 000 $ |
| 89e   | Legedien  | 2      | 50 000 $ |
| 90e   | Reverse2k | 1      | 50 000 $ |
| 91e   | Maufin    | 1      | 50 000 $ |
| 92e   | Nittle    | 1      | 50 000 $ |
| 93e   | Hornet    | 1      | 50 000 $ |
| 94e   | aqua      | 1      | 50 000 $ |
| 95e   | Cat       | 1      | 50 000 $ |
| 96e   | twins     | 1      | 50 000 $ |
| 97e   | Herrions  | -      | 50 000 $ |
| 98e   | Clipnode  | -      | 50 000 $ |
| 99e   | Funk      | -      | 50 000 $ |
| 100e  | Arius     | -      | 50 000 $ |

### Duo
Les finales de l'événement en duo ont lieu le 27 juillet 2019, avec Emil Bergquist Pedersen (Nyhrox) et David Wang (Aqua) gagnant les 3 millions de dollars.
La notation est la même que le mode solo.
| Place | Équipe                    | Points | Gain          |
| ----- | ------------------------- | ------ | ------------- |
| 1er   | Nyhrox + aqua             | 51     | 3 000 000 USD |
| 2e    | Rojo + Wolfiez            | 47     | 2 250 000 USD |
| 3e    | Elevate + Ceice           | 45     | 1 800 000 USD |
| 4e    | Saf + Zayt                | 44     | 1 500 000 USD |
| 5e    | Arkhram1x + Falconer      | 44     | 900 000 $     |
| 6e    | Mongraal + Mitr0          | 40     | 450 000 $     |
| 7e    | Megga + Dubs              | 38     | 375 000 $     |
| 8ème  | Derox + itemm             | 36     | 375 000 $     |
| 9ème  | Zexrow + Vinny1x          | 35     | 225 000 $     |
| 10e   | Vato + Skite              | 31     | 225 000 $     |
| 11ème | Deadra + M11Z             | 30     | 100 000 $     |
| 12ème | EpikWhale + storm         | 29     | 100 000 $     |
| 13e   | Noward + 4zr              | 27     | 100 000 $     |
| 14e   | Golden-Skyness + MrSavage | 27     | 100 000 $     |
| 15e   | Keys + Slackes            | 27     | 100 000 $     |
| 16e   | MackWood + Calculator     | 26     | 100 000 $     |
| 17e   | Spades + Crimz            | 26     | 100 000 $     |
| 18e   | hype + Serpennt           | 26     | 100 000 $     |
| 19e   | BadSniper + Oslo          | 24     | 100 000 $     |
| 20e   | Scarlet + trou            | 24     | 100 000 $     |
| 21e   | Th0masHD + Klusia         | 24     | 100 000 $     |
| 22e   | Chapix + Crue             | 24     | 100 000 $     |
| 23e   | Kinstaar + Hunter         | 23     | 100 000 $     |
| 24e   | znappy + RedRush          | 23     | 100 000 $     |
| 25e   | Tschinken + stompy        | 22     | 100 000 $     |

| Place | Équipe               | Points | Gain      |
| ----- | -------------------- | ------ | --------- |
| 26e   | Tuckz + Vorwenn      | 22     | 100 000 $ |
| 27e   | KBB + YuWang         | 18     | 100 000 $ |
| 28e   | ronaldo + XXiF       | 17     | 100 000 $ |
| 29e   | Nikof + Airwaks      | 15     | 100 000 $ |
| 30ème | Lanjok + Punisher    | 15     | 100 000 $ |
| 31e   | Nate Hill + Funk     | 14     | 100 000 $ |
| 32e   | letw1k3 + fwexY      | 12     | 100 000 $ |
| 33e   | JAMSIDE + 7ssk7      | 11     | 100 000 $ |
| 34ème | Tetchra + Eclipsae   | 11     | 100 000 $ |
| 35ème | Sceptic + Clix       | 11     | 100 000 $ |
| 36e   | CizLucky + Brush     | 11     | 100 000 $ |
| 37e   | Aydan + Sean         | 10     | 100 000 $ |
| 38ème | little + jay         | 9      | 100 000 $ |
| 39e   | KING + xown          | 9      | 100 000 $ |
| 40e   | parpy + volx         | 9      | 100 000 $ |
| 41e   | Leno + Barl          | 9      | 100 000 $ |
| 42e   | Ming + Puzz          | 8      | 100 000 $ |
| 43e   | LeNain + Tyler15     | 8      | 100 000 $ |
| 44ème | Quinten + Lnuef      | 6      | 100 000 $ |
| 45e   | Skram + Mexe         | 5      | 100 000 $ |
| 46ème | RoAtDW + BlooTea     | 4      | 100 000 $ |
| 47ème | pfzin + Nicks        | 4      | 100 000 $ |
| 48ème | wisheydp + GusTavox8 | 3      | 100 000 $ |
| 49e   | xMende + XXM         | 2      | 100 000 $ |
| 50e   | CoverH + Twizz       | 2      | 100 000 $ |

### Creative Cup
La coupe implique huit équipes, chacune dirigée par une personnalité populaire de Fortnite. C'est la « Fish Fam » menée par Faze Cizzorz qui remporte la Creative Cup.
| Place | Équipe            | Gain        |
| ----- | ----------------- | ----------- |
| 1er   | Fish Fam          | 1 345 000 $ |
| 2e    | Funky Fighters    | 345 000 $   |
| 3e    | Ravens' Revenge   | 315 000 $   |
| 4e    | Lil Whip Warriors | 295 000 $   |
| 5e    | Chicken Champions | 270 000 $   |
| 6e    | Llama Record Co.  | 250 000 $   |
| 7e    | Sunshine Soldiers | 235 000 $   |
| 8ème  | Cuddle Crew       | 195 000 $   |

### Pro-am
Le Fortnite Pro-Am 2019 — associant 50 streamers populaires à diverses célébrités — se tient le 26 juillet 2019 pour un prix d'un million de dollars à partager entre la paire gagnante, donné à des organismes de bienfaisance. Le streamer Airwaks et le producteur de musique RL Grime remportent l'événement, leurs organisations caritatives étant le World Wildlife Fund et l'American Civil Liberties Union, respectivement. Les autres équipes se partagent 3 millions, chaque équipe étant assurée d'un minimum de 20 000 dollars.
| Place | Équipe                       | Points | Gain          |
| ----- | ---------------------------- | ------ | ------------- |
| 1er   | Airwaks + RL GRIME           | 52     | 1 000 000 USD |
| 2e    | SinOoh + Oking               | 40     | 500 000 $     |
| 3e    | Jelty + Gaborever            | 39     | 250 000 $     |
| 4e    | Jacob + Clare Grant          | 35     | 100 000 $     |
| 5e    | Tfue + Nav                   | 35     | 85 000 $      |
| 6e    | JT Brown + Marksman          | 33     | 75 000 $      |
| 7e    | Vinnie Pergola + Symfuhny    | 31     | 65 000 $      |
| 8ème  | Sean O'Malley + CouRageJD    | 30     | 55 000 $      |
| 9ème  | Witt Lowry + Cloak           | 31     | 40 000 $      |
| 10e   | Nickmercs + Mario Hezonja    | 25     | 30 000 $      |
| 11ème | Ninja + Marshmello           | 24     | 20 000 $      |
| 12ème | Michael Drayer + Myth        | 24     | 20 000 $      |
| 13e   | Robert Abisi + Aydan         | 23     | 20 000 $      |
| 14e   | Robleis + Chigua             | 23     | 20 000 $      |
| 15e   | MrFreshAsian + Desmond Chiam | 22     | 20 000 $      |
| 16e   | David Williams + WILDCAT     | 19     | 20 000 $      |
| 17e   | Nick Shanholtz + Sean        | 18     | 20 000 $      |
| 18e   | Liam McIntyre + Lachlan      | 17     | 20 000 $      |
| 19e   | FearItSelf + MacKenzie Bourg | 16     | 20 000 $      |
| 20e   | DJ Van + iFaris              | 13     | 20 000 $      |
| 21e   | Calango + Caue Moura         | 13     | 20 000 $      |
| 22e   | Sev7n + PC Siqueira          | 13     | 20 000 $      |
| 23e   | Jawn Ha + Wade               | 12     | 20 000 $      |
| 24e   | Nick Eh 30 + Max Carver      | 11     | 20 000 $      |
| 25ème | Jordan Fisher + Ewok         | 10     | 20 000 $      |

| Place | Équipe                         | Points | Gain     |
| ----- | ------------------------------ | ------ | -------- |
| 26e   | Cody Walker + Doigby           | 8      | 20 000 $ |
| 27e   | Neckokun + ELLY                | 8      | 20 000 $ |
| 28e   | Dante + TimTheTatman           | 8      | 20 000 $ |
| 29e   | Wax Motif + Muselk             | 8      | 20 000 $ |
| 30ème | Aaron Gordon + Ali-A           | 7      | 20 000 $ |
| 31e   | Oscurlod + Dedreviil           | 7      | 20 000 $ |
| 32e   | DrLupo + Sigala                | 6      | 20 000 $ |
| 33e   | ONE_Shot_Gurl + Chandler Riggs | 5      | 20 000 $ |
| 34ème | ALEXANDER + VODKA              | 4      | 20 000 $ |
| 35ème | Theslayer360 + Greer Grammer   | 3      | 20 000 $ |
| 36e   | Kyle Kaplan + Kay              | 3      | 20 000 $ |
| 37e   | Friz + Bizness Boi             | 3      | 20 000 $ |
| 38ème | Slogoman + Jeremy Ray Taylor   | 3      | 20 000 $ |
| 39e   | EduKof + Flakes Power          | 3      | 20 000 $ |
| 40e   | Loserfruit + Alison Wonderland | 2      | 20 000 $ |
| 41e   | Alexia Raye + Jordyn Jones     | 1      | 20 000 $ |
| 42e   | Pai Tamben Joga + Detonator    | 1      | 20 000 $ |
| 43e   | Ashley Rickards + Exile        | 1      | 20 000 $ |
| 44ème | Jared Abrahamson + Zorman      | 1      | 20 000 $ |
| 45e   | Freddie Stroma + Yoshi         | 1      | 20 000 $ |
| 46ème | DenkOps + Xavier Woods         | -      | 20 000 $ |
| 47ème | Joey Fatone + XpertThief       | -      | 20 000 $ |
| 48ème | Edwin Hodge + FRAPZZ           | -      | 20 000 $ |
| 49e   | RJ Mitte + Moyorz87            | -      | 20 000 $ |
| 50e   | ActionJaxon + Sarunas Jackson  | -      | 20 000 $ |

## Audience
Environ 2,3 millions de téléspectateurs ont regardés les finales sur les services de streaming Twitch et YouTube,.